# ماوريسيو دونوسو
ماوريسيو دونوسو (بالإسبانية: Mauricio Donoso)‏ هو لاعب كرة قدم ومدرب كرة قدم تشيلي في مركز الوسط، ولد في 30 أبريل 1976 في سانتياغو في تشيلي. شارك مع منتخب تشيلي تحت 20 سنة لكرة القدم ومنتخب تشيلي لكرة القدم. أما مع النوادي، فقد لعب مع إيفرتون دي فينا ديل مار وديبورتيس إيكيكي وسوسيداد ديبورتيفو كيتو وكولو-كولو ونادي أونيفرسيداد دي تشيلي ونادي أونيفرسيداد ناسيونال ونادي كوكيمبو أونيدو.

## وصلات خارجية
- ماوريسيو دونوسو على موقع الاتحاد الدولي (مؤرشف)  (الإنجليزية)
- ماوريسيو دونوسو على موقع قاعدة بيانات كرة القدم.إي يو (الإنجليزية)
- ماوريسيو دونوسو على موقع ناشيونال فوتبول تيمز (الإنجليزية)
- ماوريسيو دونوسو على موقع Soccerway.com (الإنجليزية)
- ماوريسيو دونوسو على موقع عالم كرة القدم.نت (الإنجليزية)